# Mercedes (Honduras)
Mercedes é um município de Honduras, localizado no departamento de Ocotepeque.